# Skyderiet i Utrecht 2019
Skyderiet i Utrecht 2019 foregik den 18. marts, hvor fire personer blev dræbt og yderligere syv blev såret under et skyderi i en sporvogn i Utrecht, Holland. En af de dræbte blev i første omgang såret, men døde 10 dage senere på hospitalet som følge af sine skader.
En 37-årig tyrkisk mand blev arresteret senere den efterfølgende dag efter en større politiindsats. Han blev dømt for mord med terrorisme som formål, og han fik en livstidsdom.

## Angrebet
Klokken cirka 10:45 CET foregik et skyderi på en sporvogn tæt på 24 Oktoberplein-knudepunktet i Utrecht. Gerningsmanden flygtede i en bil, hvilket førte politiet på en menneskejagt, der varede det meste af dagen. Politiet endte med at arrestere en 37-årig mand, der er født i Tyrkiet. I tillæg hertil blev der foretaget yderligere to arrestationer i forbindelse med skyderiet. I forbindelse med angrebet ledte politiet ledte også efter en rød Renault Clio , der senere blev fundet og konfiskeret.
En af kvinderne der blev skudt kan have været målet på grund af "familiære årsager" og da andre passagerer forsøgte at hjælpe hende, blev de også ramt.